# Virslīga (2008)
Sezon 2008 był 17. edycją rozgrywek piłkarskich o mistrzostwo Łotwy.

## 1. runda
|     | Klub               | M  | Z  | R | P  | Br+ | Br- | Br+/- | Pkt |
| --- | ------------------ | -- | -- | - | -- | --- | --- | ----- | --- |
| 1.  | FK Ventspils       | 18 | 12 | 4 | 2  | 33  | 6   | 27    | 40  |
| 2.  | Skonto Ryga        | 18 | 11 | 3 | 4  | 28  | 19  | 9     | 36  |
| 3.  | Dinaburg FC        | 18 | 9  | 5 | 4  | 22  | 13  | 9     | 32  |
| 4.  | Liepājas Metalurgs | 18 | 7  | 9 | 2  | 27  | 17  | 10    | 30  |
| 5.  | FK Ryga            | 18 | 9  | 3 | 6  | 28  | 27  | 1     | 30  |
| 6.  | Daugava Daugavpils | 18 | 6  | 6 | 6  | 27  | 22  | 5     | 24  |
| 7.  | FK Vindava         | 18 | 4  | 5 | 9  | 14  | 27  | -13   | 17  |
| 8.  | FK Jūrmala         | 18 | 3  | 7 | 8  | 15  | 27  | -12   | 16  |
| 9.  | Blāzma Rēzekne     | 18 | 2  | 4 | 12 | 8   | 26  | -18   | 10  |
| 10. | Olimps Ryga        | 18 | 1  | 6 | 11 | 12  | 30  | -18   | 9   |

## 2. runda

### Grupa mistrzowska
|    | Klub               | M  | Z  | R  | P  | Br+ | Br- | Br+/- | Pkt |
| -- | ------------------ | -- | -- | -- | -- | --- | --- | ----- | --- |
| 1. | FK Ventspils       | 28 | 19 | 6  | 3  | 53  | 14  | 39    | 63  |
| 2. | Liepājas Metalurgs | 28 | 14 | 11 | 3  | 48  | 25  | 23    | 53  |
| 3. | Skonto Ryga        | 28 | 15 | 7  | 6  | 43  | 31  | 12    | 52  |
| 4. | Dinaburg FC        | 28 | 10 | 8  | 10 | 32  | 31  | 1     | 38  |
| 5. | Daugava Daugavpils | 28 | 10 | 7  | 11 | 40  | 35  | 5     | 37  |
| 6. | FK Ryga            | 28 | 10 | 3  | 15 | 36  | 55  | -19   | 33  |

### Grupa spadkowa
|    | Klub           | M  | Z  | R  | P  | Br+ | Br- | Br+/- | Pkt |
| -- | -------------- | -- | -- | -- | -- | --- | --- | ----- | --- |
| 1. | FK Jūrmala     | 30 | 10 | 10 | 10 | 35  | 34  | 1     | 40  |
| 2. | FK Vindava     | 30 | 9  | 9  | 12 | 27  | 41  | -14   | 36  |
| 3. | Blāzma Rēzekne | 30 | 5  | 8  | 17 | 20  | 43  | -23   | 23  |
| 4. | Olimps Ryga    | 30 | 2  | 11 | 17 | 22  | 47  | -25   | 17  |

## Król strzelców
14 goli - Vits Rimkus (FK Ventspils)